# Municipio de Washington (condado de Nodaway)
El municipio de Washington (en inglés: Washington Township) es un municipio ubicado en el condado de Nodaway en el estado estadounidense de Misuri. En el año 2010 tenía una población de 358 habitantes y una densidad poblacional de 2,93 personas por km².

## Geografía
El municipio de Washington se encuentra ubicado en las coordenadas 40°10′32″N 94°40′51″O / 40.17556, -94.68083. Según la Oficina del Censo de los Estados Unidos, el municipio tiene una superficie total de 122.38 km², de la cual 122,35 km² corresponden a tierra firme y (0,03 %) 0,03 km² es agua.

## Demografía
Según el censo de 2010, había 358 personas residiendo en el municipio de Washington. La densidad de población era de 2,93 hab./km². De los 358 habitantes, el municipio de Washington estaba compuesto por el 99,44 % blancos, el 0,28 % eran amerindios y el 0,28 % eran de una mezcla de razas. Del total de la población el 0 % eran hispanos o latinos de cualquier raza.